# Виуверт
Виуверт (з.-фриз. Wiuwert, нидерл. Wieuwerd) — деревня, расположенная на территории общины Юго-Западная Фрисландия, в провинции Фрисландия (Нидерланды). В январе 2017 года её население составляло 277 человек.

## История
До 2018 года деревня входила в состав муниципалитета Литтенсерадил, а до 1984 года — Бардерадела.

## Сообщество лабадистов
После смерти пиетиста Жана Лабади в 1674 году его последователи основали общину в Виуверте, в величественном замке Валта, который принадлежал трём из них — сёстрам Ван Арссен ван Соммелсдейк. Здесь лабадисты печатали книги и занимались, среди прочего, земледелием и производством муки. Среди первых лабадистов была знаменитая поэтесса, художница и учёная Анна Мария ван Схурман, которая умерла в Виуверте в 1678 году. Один из членов общины, Хендрик ван Девентер, специалист в области химии и медицины, организовал в своём доме лабораторию и лечил многих людей, в том числе датского короля Кристиана V. Несколько других известных гостей общины оставили свои свидетельства о посещениях общины лабадистов. Среди них были София Ганноверская, мать короля Великобритании Георга I, Уильям Пенн, квакер, давший своё имя американскому штату Пенсильвания, а также английский философ Джон Локк. В период с 1685 по 1691 год в общине в Виуверте со своими дочерьми Йоханной Хеленой и Доротеей Марией проживала натуралист и научный иллюстратор Мария Сибилла Мериан.
Несколько пасторов-реформаторов оставили свои приходы, чтобы присоединиться к общине в Виуверте. На пике своего расцвета сообщество лабадистов насчитывало около 600 человек, а ещё больше его приверженцев проживало в других местах. Общину посещали паломники из Англии, Италии, Польши и других стран, хотя не все из них одобряли её строгую дисциплину, сепаратизм и общественную собственность. Община лабадистов просуществовала до 1730 года.

## Мумии

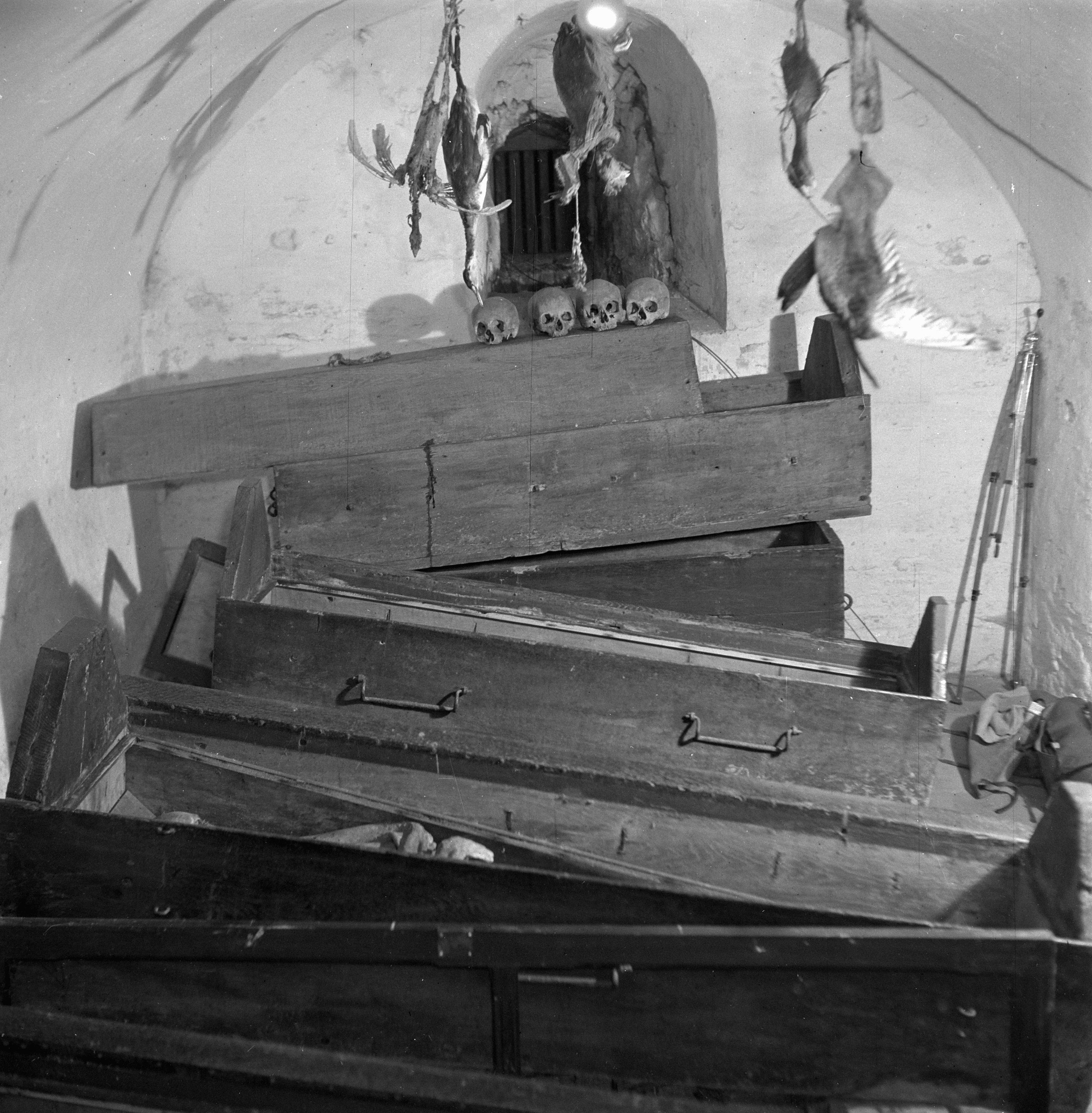
Гробы и мумифицированные птицы в склепе Виуверта

В подвале церкви Святого Николая в Виуверте хранятся четыре мумии, датируемые началом XVII века. В 1609 году знатная семья Валта построила под церковью склеп, в котором похоронили её членов. Некоторые лабадисты также были похоронены в этом склепе. В 1765 году строительная бригада случайно обнаружила этот склеп с очень хорошо сохранившимися телами: на них всё ещё была одежда, и они выглядели так, как будто их только что похоронили. Первоначально в склепе было 11 тел, однако многие из них позднее были украдены, и их осталось только четыре.
До сих пор учёным не удавалось точно определить причину мумификации тел. Выделялись такие факторы, как постоянная низкая температура, высокая влажность и непрерывный поток воздуха. В качестве эксперимента на потолке было подвешено несколько тушек птиц, которые вскоре мумифицировались.
Идентификация мумий также вызывает сложности. Четыре мумии — это девочка (14 лет), умершая около 1610 года от туберкулёза, женщина, умершая естественной смертью около 1618 года, мужчина, умерший мучительной смертью из-за зубного абсцесса, и золотой кузнец Стеллингверф, который, вероятно, умер своей смертью и был похоронен здесь последним около 1705 года.